# Korbiniansapfel

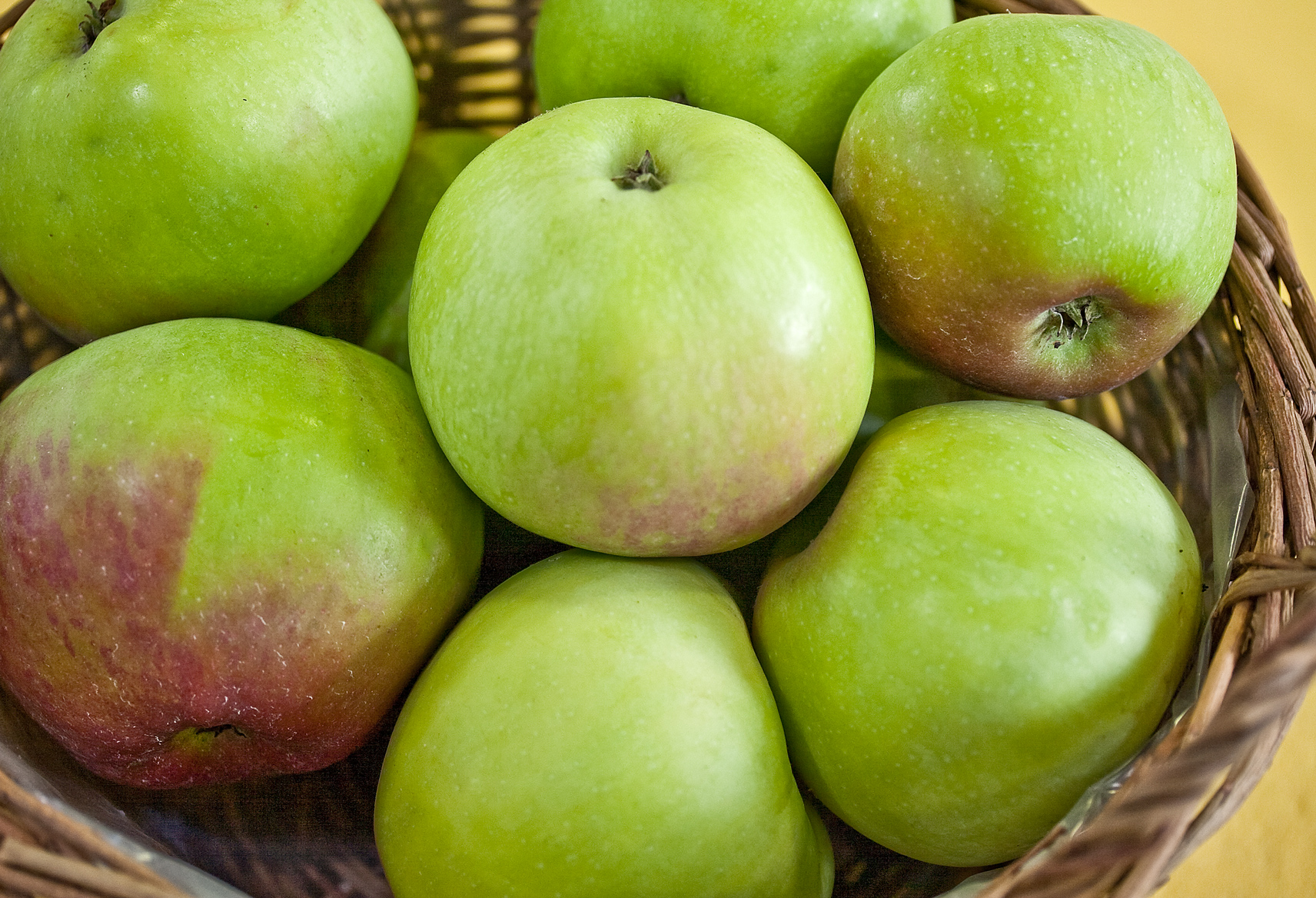
Korbiniansäpfel

Der Korbiniansapfel oder KZ-3 ist eine Sorte des Kulturapfels (Malus domestica), gezüchtet von Korbinian Aigner während seiner Gefangenschaft im KZ Dachau. Der Apfel ist möglicherweise, wie seine drei Pendants, verschollen. Alle als Korbiniansäpfel bezeichneten Bäume sind bisher der Sorte Stina Lohmann zuzuordnen.

## Geschichte
Der Korbiniansapfel ist eine von vier Apfelsorten, die Korbinian Aigner während seiner Gefangenschaft im KZ Dachau züchtete. Die Sorten nummerierte er KZ-1 bis KZ-4. Es gelang ihm, die Sorten noch während der Haftzeit aus dem Lager zu schmuggeln. Bis heute erhalten blieb jedoch nur diese Sorte, die später auch als Korbiniansapfel bezeichnet wurde.
Am Mahnmal des Erinnerungsortes der Lufthauptmunitionsanstalt Lübberstedt wurden zwei Korbiniansapfelbäume gepflanzt, auch in Kassel fand im Rahmen der documenta 13 eine Pflanzung statt.
Der Korbiniansapfel hat ein feinzelliges Fruchtfleisch und ist gleichzeitig fest und saftig, sein Geschmack gilt als aromatisch und ausgewogen zwischen süß und sauer. Die glatte Schale ist beim reifen Apfel schattseitig grüngelb, sonnseitig gelb mit roter Flammung. Der Korbiniansapfel wird zwischen Oktober und November reif, ist bis in den Frühling hinein lagerfähig und eignet sich sowohl als Tafelobst als auch zum Kochen.